# Sauvagnat
Sauvagnat – miejscowość i gmina we Francji, w regionie Owernia-Rodan-Alpy, w departamencie Puy-de-Dôme.
Według danych na rok 1990 gminę zamieszkiwało 206 osób, a gęstość zaludnienia wynosiła 9 osób/km² (wśród 1310 gmin Owernii Sauvagnat plasuje się na 644. miejscu pod względem liczby ludności, natomiast pod względem powierzchni na miejscu 369.).